# Colonnade du Louvre

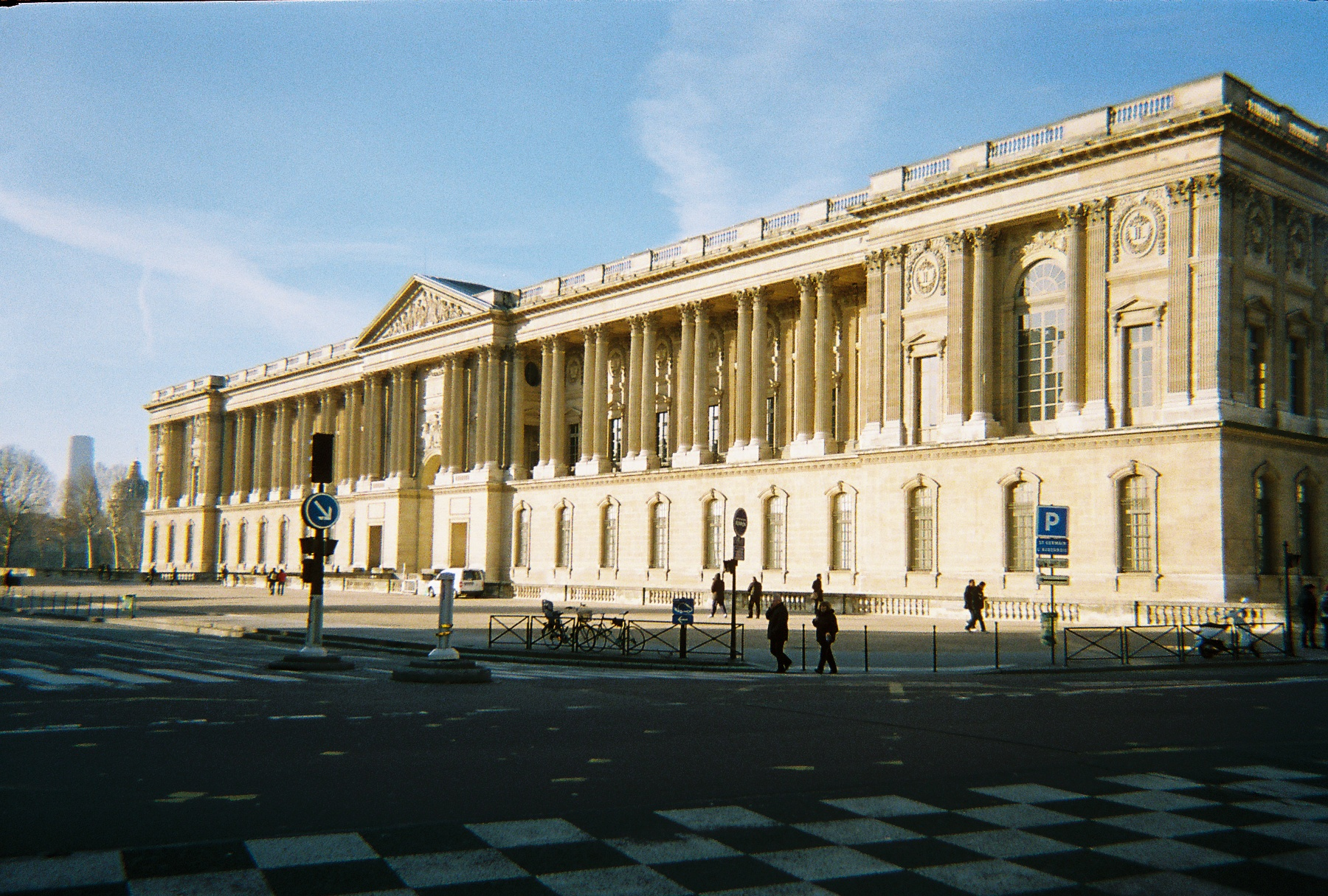
Kolonáda od severu

Colonnade du Louvre [kolonád dylúvr], česky Kolonáda Louvru), tvoří východní průčelí pařížského paláce Louvre (křídlo Sully).

## Popis
Kolonáda byla postavena v letech 1667–1670 a řadí se k předním ukázkám francouzské klasicistní architektury. Přestože je též nazývána Perraultova kolonáda (Colonnade de Perrault), určení konkrétního autora představuje problém. Výsledný vzhled ovlivnilo více autorů – královský architekt Louis Le Vau, královský malíř Charles Le Brun i architekt Claude Perrault.
Na základně se nachází patro tvořené kolonádou korintských sloupů s atikou zakončenou balustrádou. Plynulou řadu přerušuje střední pavilon (Pavillon Saint-Germain l'Auxerrois) s frontonem.
V době vzniku představoval projekt velmi neobvyklou recepci: zdvojení sloupů na fasádě neodpovídá Vitruviově pojednání, na které se odvolávali architekti klasicismu.